# جون فيلدمان
جون فيلدمان (بالهولندية: John Veldman)‏ (24 فبراير 1968 في سورينام - ) هو لاعب كرة قدم هولندي في مركز قلب الدفاع، شارك في بطولة أمم أوروبا 1996. وشارك مع منتخب هولندا لكرة القدم. أما مع النوادي، فقد لعب مع أياكس أمستردام وسبارتا روتردام وفيتيسه آرنهم وفيلم تو تيلبورغ ونادي آيندهوفن ونادي روسيندال ‏.

## وصلات خارجية
- جون فيلدمان على موقع الاتحاد الأوربي (الإنجليزية)
- جون فيلدمان على موقع قاعدة بيانات كرة القدم.إي يو (الإنجليزية)
- جون فيلدمان على موقع ناشيونال فوتبول تيمز (الإنجليزية)